# Бартусяк, Скай Маккоул
Скай Маккоул Бартусяк (англ. Skye McCole Bartusiak, 28 сентября 1992, Хьюстон, Техас, США — 19 июля 2014, там же) — американская актриса театра, кино и телевидения. Больше всего известна по ролям в фильмах «Патриот», Не говори ни слова, «Далеко в прериях» (в роли Роуз Уайлдер Лэйн), «Бугимен» и «Убить близких».

## Биография

### Карьера и ранние годы
Скай родилась в Хьюстоне, в Техасе, где жила до внезапной смерти со своими родителями Дональдом и Хелен Бартусяк (в девичестве Маккоул; 1956—2015) и братом Стивеном Диланом (1985—2023).
Её карьера как актрисы началась когда ей было восемь лет. Её первой ролью стала роль Хейзел в фильме «Правила виноделов». Позже она также снялась в фильме «Патриот» в роли Сьюзан Мартин, младшей дочери главного героя картины и в телефильме «Блондинка» в роли молодой Нормы Джин Бейкер. Роль Сьюзен Мартин стала одной из самых известных её ролей. Она также играла Чарли Макги в сиквеле фильма «Воспламеняющая взглядом» и одни из главных ролей в фильмах «Бугимен» и «Убить близких».
Помимо работы в кино Скай также играла в театре и работала на телевидении. Она играла в театральной постановке пьесы «Сотворившая чудо» вместе с Хилари Суонк. Её последней ролью стала роль в малобюджетном триллере «Больной мальчик».

### Смерть
19 июля 2014 года Скай была найдена мёртвой в своей квартире в Хьюстоне. Первым Скай обнаружил её парень, до приезда медиков её мать делала сердечно-лёгочную реанимацию, что не помогло. Приехавшие затем медики в течение 45 минут пытались вернуть Скай к жизни, но им так и не удалось восстановить сердцебиение. По словам матери Скай, та с детства страдала эпилептическими припадками, что могло стать причиной смерти.
В октябре 2014 года Институт судебно-экспертных наук округа Харрис сообщил, что смерть скорее всего была несчастным случаем. В качестве основной причины смерти был назван токсический эффект от приёма гидрокодона, 1,1-дифроэтана и карисопродола.

## Избранная фильмография
| Год       |     | Русское название                      | Оригинальное название                                      | Роль                      |
| --------- | --- | ------------------------------------- | ---------------------------------------------------------- | ------------------------- |
| 1999      | ф   | Правила виноделов                     | The Cider House Rules                                      | Хейзел                    |
| 1999      | тф  | Защита свидетелей                     | Witness Protection                                         | Сьюзи Бэттон              |
| 1999      | с   | Буря столетия                         | Storm of the Century                                       | Пиппа Хэтчер              |
| 1999      | с   | Военно-юридическая служба             | JAG                                                        | Рейчел Шеркстон           |
| 1999      | с   | Справедливая Эми                      | Judging Amy                                                | Марси Нобл                |
| 2000      | ф   | Патриот                               | The Patriot                                                | Сьюзан Мартин             |
| 2000      | с   | Провиденс                             | Providence                                                 | Джесси                    |
| 2000      | с   | Закон и порядок: Специальный корпус   | Law & Order: Special Victims Unit                          | Дженнифер                 |
| 2001      | тф  | Блондинка                             | Blonde                                                     | молодая Норма Джин Бейкер |
| 2001      | ф   | Не говори ни слова                    | Don’t Say a Word                                           | Джесси Конрад             |
| 2001      | ф   | Сильная женщина                       | Riding in Cars with Boys                                   | Амелия в 8 лет            |
| 2001      | с   | Прикосновение ангела                  | Touched by an Angel                                        | Сара                      |
| 2002      | тф  | Воспламеняющая взглядом 2: Всё заново | Firestarter: Rekindled                                     | Чарли Макги               |
| 2002      | ф   | Далеко в прериях                      | Beyond the Prairie: The True Story of Laura Ingalls Wilder | Роуз Уайлдер Лэйн         |
| 2002—2003 | с   | 24 часа                               | 24                                                         | Меган Мэтисон             |
| 2003      | тф  | Любовь приходит тихо                  | Love Comes Softly                                          | Мисси Дэвис               |
| 2004      | ф   | Наперекор судьбе                      | Against the Ropes                                          | Джеки                     |
| 2004      | с   | Джордж Лопес                          | George Lopez                                               | L'il Bit                  |
| 2005      | ф   | Бугимен                               | Boogeyman                                                  | Фрэнни                    |
| 2005      | с   | Доктор Хаус                           | House                                                      | Мэри Кэрролл              |
| 2005      | с   | C.S.I.: Место преступления            | CSI: Crime Scene Investigation                             | Сьюзан Лестер             |
| 2005      | с   | Остаться в живых                      | Lost                                                       | Кейт в детстве            |
| 2006      | ф   | Убить близких                         | Kill Your Darlings                                         | Sunshine                  |
| 2006      | кор |                                       | Razor Sharp                                                | Isis/Ice-6                |
| 2007      | с   | Недалеко от дома                      | Close to Home                                              | Эмбер                     |
| 2009      | ф   | Американский примитив                 | American Primitive                                         | Дейзи Гудхарт             |
| 2011      | ф   | Подходящий день, чтобы сделать это    | Good Day for It                                            | Рейчел                    |
| 2012      | ф   | Больной мальчик                       | Sick Boy                                                   | Люси                      |

## Награды и номинации
| Год  | Награда         | Категория                                                                        | Работа               | Результат |
| ---- | --------------- | -------------------------------------------------------------------------------- | -------------------- | --------- |
| 2001 | «Молодой актёр» | Best Ensemble in a Feature Film                                                  | Патриот              | Номинация |
| 2002 | «Молодой актёр» | Best Performance in a Feature Film: Young Actress Age Ten or Under               | Сильная женщина      | Номинация |
| 2002 | «Молодой актёр» | Best Performance in a TV Series (Comedy or Drama): Young Actress Age 10 or Under | Прикосновение ангела | Номинация |